# Epsilon Monocerotis
Epsilon Monocerotis (8 Monocerotis) é uma estrela na direção da constelação de Monoceros. Possui uma ascensão reta de 06h 23m 46.10s e uma declinação de +04° 35′ 34.2″. Sua magnitude aparente é igual a 4.39. Considerando sua distância de 128 anos-luz em relação à Terra, sua magnitude absoluta é igual a 1.41. Pertence à classe espectral A5IV.